# Bathythrix illustris
Bathythrix illustris là một loài tò vò trong họ Ichneumonidae.